# Francisco Figueroa Cerda
Francisco Javier Figueroa Cerda (Santiago, 3 de noviembre de 1986) es un periodista y político chileno, miembro del Frente Amplio (FA). Desde el 9 de enero de 2025 es ministro de Bienes Nacionales bajo el gobierno del presidente Gabriel Boric.

## Biografía
Realizó sus estudios escolares en el colegio San Pedro Nolasco de Vitacura. Sus estudios superiores los realizó en el Instituto de la Comunicación e Imagen de la Universidad de Chile. Posteriormente estudió un magíster en Cultura y Sociedad en la London School of Economics and Political Science de Inglaterra.
Inició su carrera política en la universidad como integrante de la Izquierda Autónoma (IA). Entre 2009 y 2011 ejerció como vicepresidente de la Federación de Estudiantes de la Universidad de Chile (FECh). En noviembre de 2010 se quedó con la vicepresidencia tras una estrecha votación que fue ganada por Camila Vallejo, representante de las Juventudes Comunistas (JJCC). Fue uno de los principales dirigentes de la movilización estudiantil de 2011. Entre los años 2012 y 2015 fue director de la Fundación Nodo XIX, un centro de estudios vinculado al autonomismo.
En las elecciones parlamentarias de 2013 se presentó como candidato a diputado independiente por el distrito 21, de las comunas de Ñuñoa y Providencia, donde no logró ser elegido. En las elecciones parlamentarias de 2017 se presentó nuevamente como candidato a diputado por el distrito 10, de las comunas de Santiago, Ñuñoa, Providencia, Macul, La Granja y San Joaquín, con el apoyo del Partido Ecologista Verde y bajo la lista del Frente Amplio, donde tampoco fue electo.
En 2016, tras el quiebre del autonomismo, decidió permanecer en la Izquierda Autónoma. Otros militantes como Gabriel Boric y Jorge Sharp decidieron armar otra organización denominada como Movimiento Autonomista. En 2019, tras un acuerdo para la fusión con el partido Poder Ciudadano, Figueroa y el resto de la militancia de la IA se integró al partido Comunes, que se disolvió en 2024 para integrarse al partido único del Frente Amplio. Entre marzo de 2022 y agosto de 2023 trabajó como jefe de gabinete de la ministra de Bienes Nacionales, Javiera Toro, rol que continuó cuando la secretaria de Estado se trasladó al Ministerio de Desarrollo Social.
En enero de 2025 fue convocado por el presidente Boric para asumir el Ministerio de Bienes Nacionales en reemplazo de la también frenteamplista Marcela Sandoval, quien debió dejar el cargo por la controversia desatada tras la compra de la casa del expresidente Salvador Allende por parte del Gobierno.

## Controversias

### Libro sobre la movilización estudiantil
Figueroa obtuvo su título como periodista tras presentar una memoria titulada como Llegamos para quedarnos. Crónicas de la revuelta estudiantil, que fue publicada como un libro en 2013. En uno de sus capítulos, el autor describe una jornada de protesta de 2011 en Santiago y recuerda un momento en el que observa una columna de humo en las cercanías de la Casa Central de la Universidad de Chile. Luego describe que el inmueble afectado era una sucursal de la tienda La Polar, una empresa que fue investigada por una estafa financiera en 2010.

«Afortunadamente no era la Casa, sino una sucursal de la multitienda La Polar, ícono de los abusos. Había sido saqueada y quemada, a vista y paciencia de manifestantes, vecinos y transeúntes. La sensación de que se estaba haciendo justicia nos invadió a varios. Quien lo niegue, miente.»
Francisco Figueroa

La cita fue nuevamente divulgada en 2025 tras la designación de Figueroa como ministro de Bienes Nacionales. Los diputados de la UDI Juan Manuel Fuenzalida y Marlene Pérez acusaron al secretario de Estado de avalar actos vandálicos.Figueroa respondió a los cuestionamientos y dijo que con esa frase intentó "expresar una sensación de hartazgo con los abusos, con la injusticia".

### Críticas a la Concertación

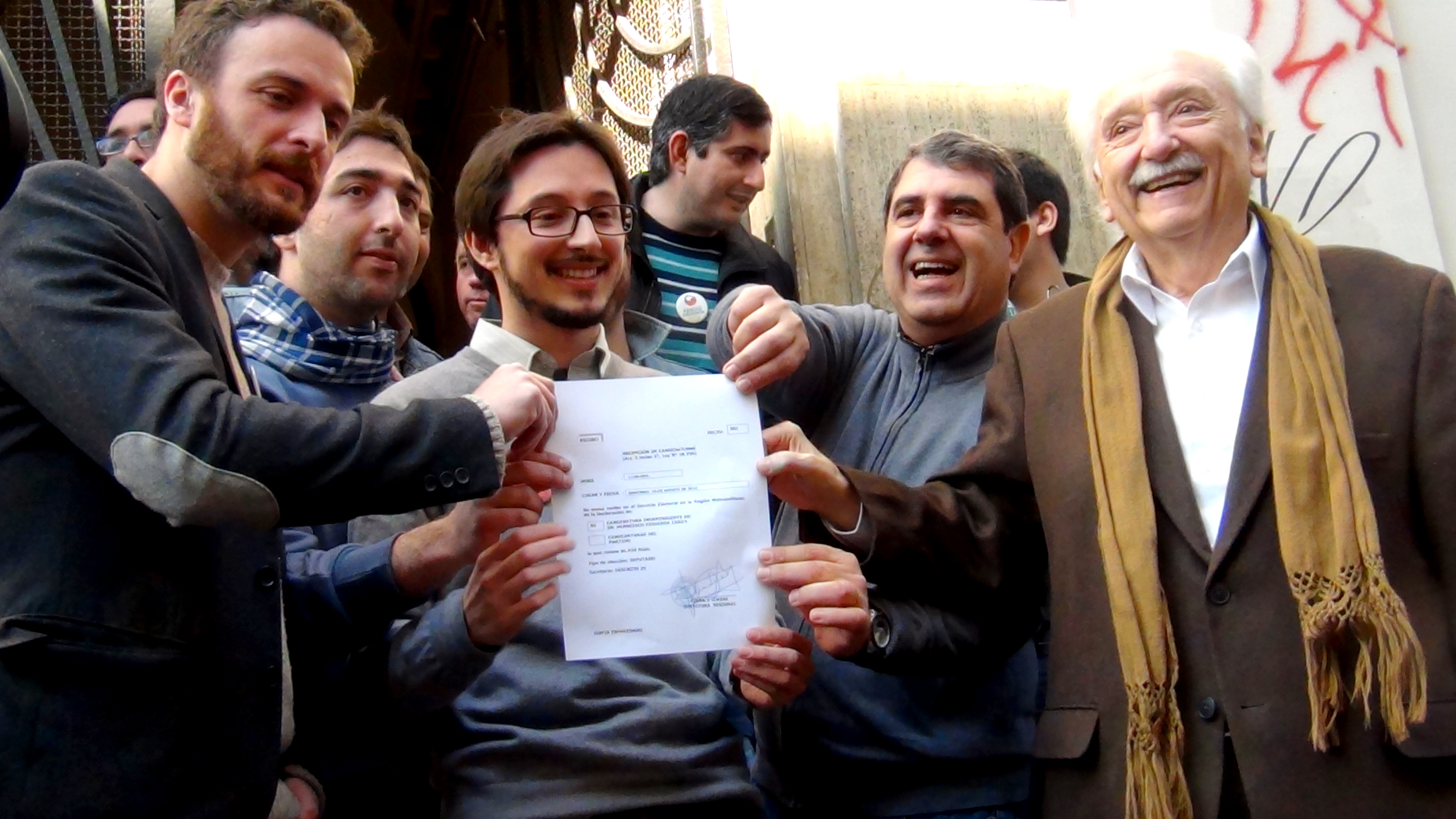
Francisco Figueroa inscribe su candidatura independiente a diputado en 2013. Lo acompañan Jaime Parada, Gonzalo Martner y Jorge Arrate.

Como vicepresidente de la FECh, Figueroa expresó duras críticas en contra de algunos dirigentes de la Concertación de Partidos por la Democracia, la coalición de centroizquierda que encabezó la transición a la democracia tras el fin de la dictadura de Augusto Pinochet. En 2011, en plena movilización estudiantil, protagonizó un tenso debate en un foro televisivo con el exministro de Educación, Sergio Bitar, a quien criticó por haber establecido el Crédito con Aval del Estado (CAE).También cuestionó a los expresidentes Ricardo Lagos y Michelle Bachelet a través de distintos mensajes en la red social Twitter.Los duros dichos de Figueroa fueron criticados por algunos dirigentes del Socialismo Democrático, la coalición conformada por exconcertacionistas que forma parte del Gobierno de Boric, los que cuestionaron su llegada al Ministerio de Bienes Nacionales.

## Historial electoral
| Año  | Tipo           | Territorio    | Pacto          | Partido  | Votos  | %     | Resultado |
| ---- | -------------- | ------------- | -------------- | -------- | ------ | ----- | --------- |
| 2013 | Parlamentarias | 21.º distrito | Fuera de pacto | Ind.     | 20 029 | 10.77 | No electo |
| 2017 | Parlamentarias | 10.º distrito | Frente Amplio  | Ind.-PEV | 5793   | 1.33  | No electo |

## Libros publicados
- 2013: Llegamos para quedarnos. Crónicas de la revuelta estudiantil (Lom Ediciones, Santiago, ISBN 9789560004222).
- 2017: Actualidad de Eugenio González Rojas, con Belarmino Elgueta (Tiempo robado editoras, Santiago, ISBN 9789569364112).